# Dahabagar
Dahabagar (nepalski: दहवगर) – gaun wikas samiti w zachodniej części Nepalu w strefie Seti w dystrykcie Bajhang. Według nepalskiego spisu powszechnego z 2011 roku liczył on 1035 gospodarstw domowych i 6117 mieszkańców (3099 kobiet i 3018 mężczyzn).